# Eutreta rotundipennis
Eutreta rotundipennis es una especie de insecto del género Eutreta de la familia Tephritidae del orden Diptera.

## Historia
Friedrich Hermann Loew la describió científicamente por primera vez en el año 1862.